# 佩利斯特國家公園
40°58′52″N 21°11′28″E / 40.981°N 21.191°E

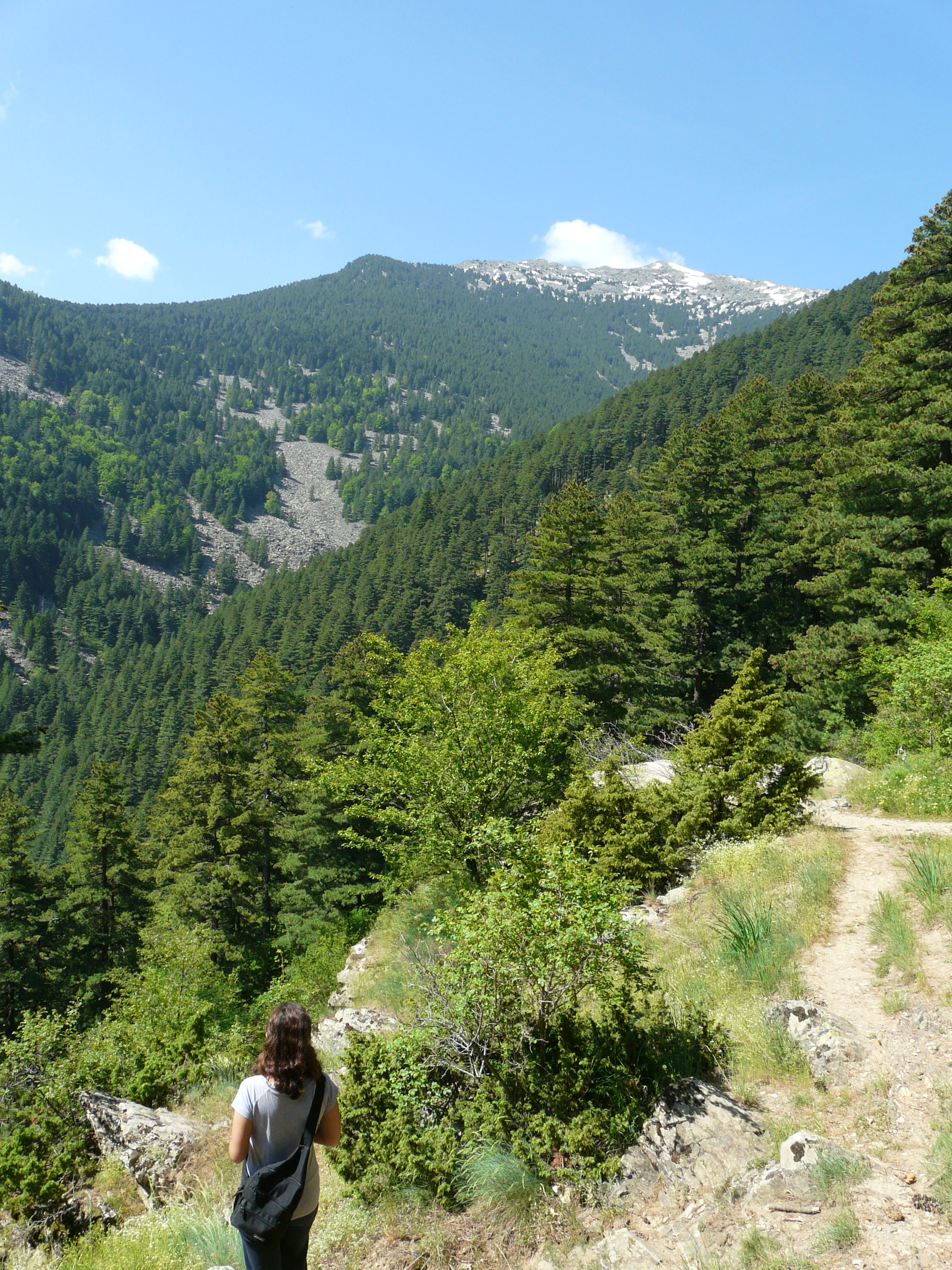

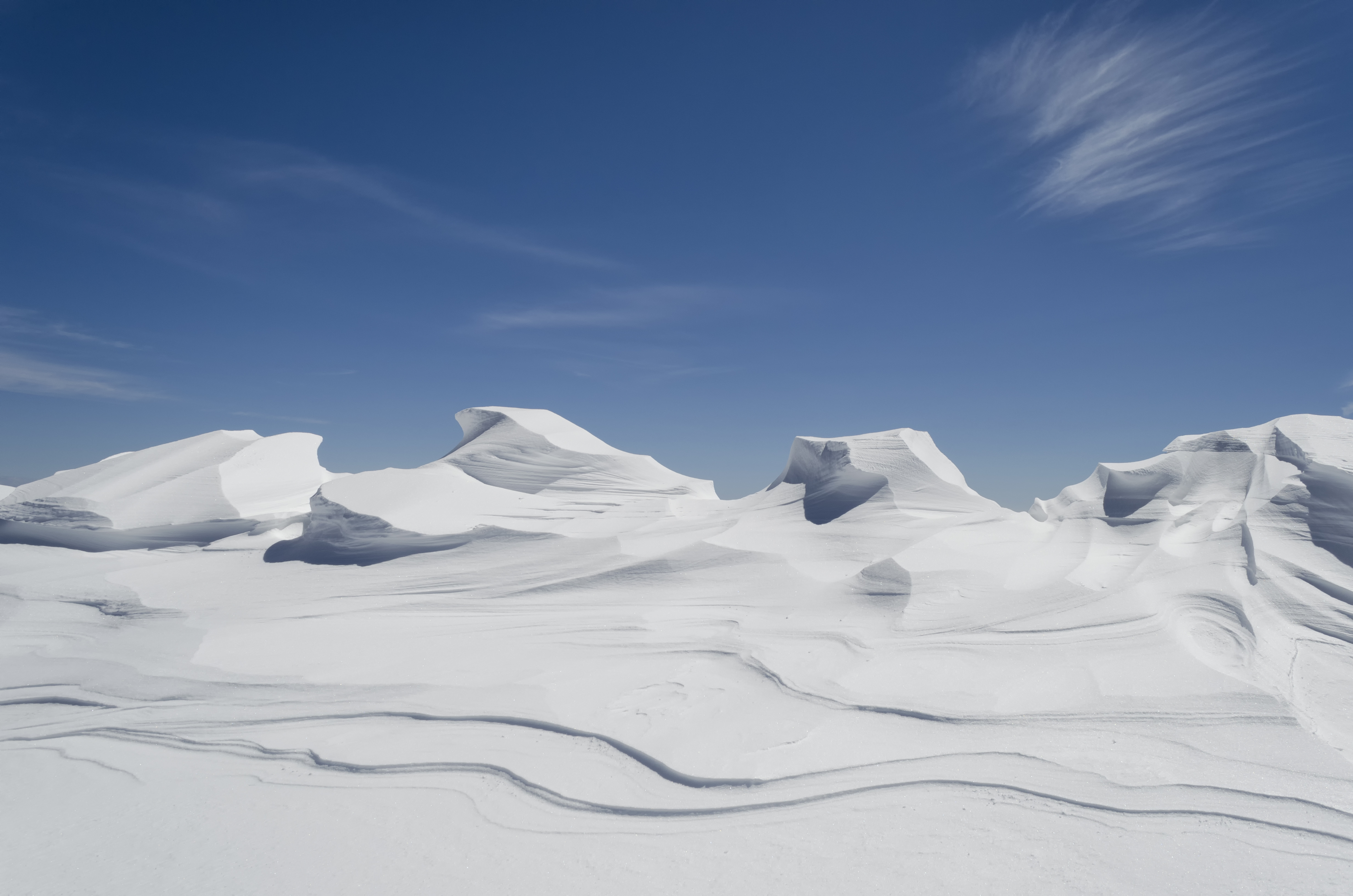

佩利斯特國家公園是北馬其頓的國家公園，位於該國西南部比托拉市镇，成立於1948年11月30日，面積171.5平方公里，距離比托拉15公里，最高點海拔高度2,601米。